# Lipki (wzgórze)
Lipki – wzgórze w dzielnicy Raciborza – Brzeziu, na zachodnim krańcu płaskowyżu Rybnickiego. Wysokość wzniesienia wynosi 276,1 m n.p.m. i jest to najwyższy punkt w Raciborzu. Swoją nazwę wzięło od siedmiu lip rosnących blisko siebie na wzgórzu. Jest ono znanym i cenionym miejscem wśród mieszkańców Brzezia. Często odbywają się na nim ceremonie związane ze świętami ważnymi dla lokalnej społeczności. Na wzgórzu znajduje się zbiornik wody "Lipki".

## Siedem lip
Wzgórze znane jest z rosnących na nim siedmiu lip. Pierwotnie zostały prawdopodobnie zasadzone u schyłku XVII wieku przez mieszkańców Brzezia, dla upamiętnienia przemarszu wojsk króla Jana III Sobieskiego na odsiecz wiedeńską. Wersja ta wydaje się być prawdopodobna, gdyż jest potwierdzone źródłowo iż w tamtym okresie sadzono lipy na Śląsku dla upamiętnienia marszu Sobieskiego na Wiedeń. Czyniono to za przykładem samego króla, który w czasie pobytu w Gliwicach własnoręcznie zasadził dwie lipy.
Stojące samotnie na wzgórzu lipy często nękane były przez pioruny, wiatr, ulewy i inne żywioły, stąd kilkakrotnie w miejsce starych sadzono młode lipy. Ostatni raz miało to miejsce około roku 1966 z okazji obchodów Tysiąclecia Państwa Polskiego, z inicjatywy nauczycieli Jana Kasprzyka i Maksymiliana Pawliczka.
Na wzgórzu, w sąsiedztwie lip umieszczony jest także z inicjatywy parafian obraz Matki Boskiej Nieustającej Pomocy. Uroczyście umieszczono go na wzgórzu w 1998 roku, podczas obchodów 775-lecia Brzezia. Uczyniono to, aby przywrócić zaginiony w niewyjaśnionych okolicznościach w połowie lat 50. XX wieku obraz, zawieszony na jednej z lip podczas uroczystości religijnej w 1949 roku przez młodzież z Solidacji Mariańskiej Męskiej.

## Legendy
Ze wzgórzem związanych jest kilka legend. Jedna mówi o klasztorze, który niegdyś stał na wzgórzu. Mieszkało w nim siedem młodych, pięknych i niezbyt pobożnych dziewczyn. Kiedy w Wielki Piątek urządziły huczną zabawę, klasztor zapadł się pod ziemię, a na jego miejscu wyrosło siedem lip. Inna legenda opowiada o zakopanym na wzgórzu skarbie, który można było wydobyć w Wielki Piątek. Pewien młody mężczyzna uległ pokusie i wraz z małym synkiem udał się na poszukiwania. Skarbu jednak nie znalazł, a podczas szukania zgubił się syn mężczyzny. Rok później mężczyzna znów udał się na wzgórze w poszukiwaniu kosztowności. Skarbu ponownie nie odnalazł, ale znalazł za to swojego syna. Szczęśliwy wrócił do domu i już nigdy więcej nie udał się na wzgórze w poszukiwaniu nieuczciwych pieniędzy. Kolejna legenda opowiada o gęsiarce, która ze stadem swych gęsi zawędrowała do doliny zwanej Dołki (u zachodniego podnóża wzniesienia). W dolinie tej znajduje się źródełko, w którym gęsiarka zauważyła ponoć wynurzający się z wody sznurek. Zainteresowana, postanowiła go wyciągnąć, jednak sznurek był bardzo długi i wyciąganie go zdawało się nie mieć końca. Zniecierpliwiona, puściła w końcu sznurek, a wtedy rozległ się huk i klasztor stojący na wzgórzu zapadł się pod ziemię, pozostawiając jedynie samotne lipy. Jeszcze inna legenda mówi z kolei o tym, że lipy zasadził sam Jan III Sobieski podczas marszu na Wiedeń.